# Érbio
O érbio (homenagem a cidade de Ytterby (Suécia), onde foi encontrado primeiro) é um elemento químico de símbolo Er, de número atômico 68 (68 prótons e 68 elétrons) com massa atómica 167,2 u, pertencente ao grupo dos lantanídios. À temperatura ambiente, o érbio encontra-se no estado sólido. Faz parte do grupo das terras raras.
É usado em filtro fotográfico, dopante em amplificadores ópticos e seu óxido como pigmento para colorir vidros e esmaltes.
Foi descoberto em 1843 pelo sueco Carl Gustaf Mosander, do mineral gadolinita de Ytterby.

## Características principais
É um elemento metálico trivalente que na forma pura é maleável, macio, relativamente estável no ar, não oxidando tão rapidamente quanto alguns outros metais terras raras. Seus sais são coloridos (rosa), e o elemento tem faixas de absorção espectral no visível, ultravioleta e próximo do infravermelho que, associado com a sua configuração electrónica lhe confere cores pastéis muito bonitas. O seu sesquióxido é chamado de "érbia" As propriedades do érbio dependem em grande parte das impurezas que contém.
- Temperatura de Curie = 52,4 K

## Aplicações
Os usos diários do érbio são variados. É usado geralmente com filtro fotográfico e devido a sua resistência é útil como aditivo metálico. Outros usos:
- Usado em tecnologia nuclear como um absorvente de nêutrons.
- Usado como dopante em amplificadores ópticos a fibra (EDFAs).
- Quando adicionado ao vanádio como liga diminui a dureza e melhora a sua condição de ser trabalhado.
- O óxido de érbio apresenta uma coloração rosada, por isso, é usado para tingir vidros e em esmalte para porcelanas. Esse vidro é usado, então, para produzir óculos de sol e joias baratas.

## História
O érbio (homenagem a Ytterby, uma cidade da Suécia) foi descoberto por Carl Gustaf Mosander em 1843. Mosander separou da "yttria", um mineral da gadolinita, três frações que chamou de "yttria", "érbia", e "térbia". Ele nomeou o novo elemento em homenagem a cidade de Ytterby, onde concentrações grandes de Ytrya e érbia foram encontrados. Neste tempo, érbia e térbia ainda eram confundidos. Após 1860, aquele que era conhecido como como térbia passou a ser chamado de érbio e, após 1877, aquele conhecido como érbia foi rebatizado de térbio. O Er2O3 razoavelmente puro foi isolado independentemente em 1905 por Georges Urbain e Charles James. O metal razoavelmente puro não foi produzido até 1934 quando klemm e Bommer reduziram o cloreto anidro com vapor de potássio.

## Ocorrência
Como outras terras raras, este elemento nunca é encontrado na forma livre na natureza, porém é encontrado em minérios como na areia monazítica. Historicamente foi muito difícil e caro separar terras raras de seus minérios. Porém, com o desenvolvimento de técnicas de produção como a troca iônica no século XX, ocorreu uma redução de custos na obtenção das terras raras e os seus compostos. As fontes comerciais de obtenção do érbio são os minerais xemotime e euxenita.

## Isótopos
O érbio natural é composto de 6 isótopos estáveis, Er162, Er164, Er166, Er167, Er168, e Er170, sendo o Er166 o mais abundante (33,6% de abundância natural). 23 radioisótopos tem sido identificados, sendo o mais estável o Er169 com uma meia-vida de 9,4 dias, Er172 com uma meia-vida de 49,3 horas, Er160 com meia-vida de 28,58 horas, Er165 com meia-vida de 10,36 horas, e Er171 com meia-vida de 7,516 horas. Todos os demais isótopos radioativos tem meias-vidas abaixo de 3,5 horas, e a maioria destes inferior a 4 minutos. Este elemento tem também 6 metaestados, sendo o mais estável o 167mEr (t½ 2,269 segundos).
As massas atômicas dos isótopos de érbio variam de 144.957 u (145Er) até 173,944 u (174Er). O principal modo de decaimento anterior ao isótopo estável mais abundante, 166Er, é a captura eletrônica, e o principal após o mais estável é o decaimento beta. Os produtos de decaimento primário antes do 166Er são os isótopos do elemento hólmio, e os produtos de decaimento primários após o mais estável são os isótopos do elemento túlio.

## Precauções
Como os demais lantanídios , os compostos de érbio apresentam de baixa a moderada toxicidade, embora sua toxicidade não tenha sido investigada com detalhes. Entretanto, devem ser manuseados com precaução.
O pó de érbio metálico apresenta o perigo de entrar em fogo e explodir.
O érbio não apresenta nenhum papel biológico conhecido, mas acredita-se que tem o poder de estimular o metabolismo.